# Fotbal Club Politehnica UTM
Il Fotbal Club Politehnica UTM è una società calcistica moldava con sede nella città di Ceadîr-Lunga. Milita nella Super Liga, la massima serie del campionato moldavo.

## Storia
Fondata come Saksan nel 2019 dalle ceneri dello storico Saxan, riparte dalla terza serie moldava nello stesso anno, rimanendovi fino al 2022, quando al termine della stagione si ritira per motivi economici.
Nel 2023, il club ritorna al calcio agonistico, iscrivendosi alla Liga 1, seconda serie calcistica moldava. Nel 2025, ottiene la promozione in massima serie, dopo aver vinto i play-off. Alla vigilia della sua prima partecipazione al massimo campionato moldavo, cambia denominazione in Politehnica UTM.

## Palmarès

### Altri piazzamenti
- Campionato moldavo di seconda divisione: 1

Secondo posto: 2024-2025